# Pandinurus fulvipes
Espèce
Pandinurus fulvipes est une espèce de scorpions de la famille des Scorpionidae.

## Distribution
Cette espèce est endémique du Somaliland en Somalie. Elle se rencontre vers Erigavo.

## Description
Le mâle holotype mesure 104,65 mm et la femelle paratype 102,32 mm.

## Publication originale
- Kovařík, Lowe & Mazuch, 2019 : « Scorpions of the Horn of Africa (Arachnida: Scorpiones). Part XIX. Pandiborellius meidensis (Karsch, 1879) and Pandinurus fulvipes sp. n. (Scorpionidae) from Somaliland. » Euscorpius, no 275, p. 1-18 (texte intégral).